# Surakiart Sathirathai

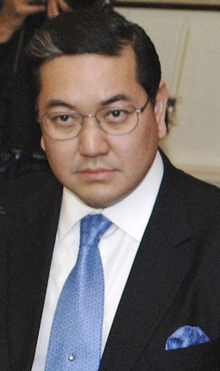
Surakiart Sathirathai

Surakiart Sathirathai (Banguecoque, 7 de junho de 1958) é actualmente o ministro dos Negócios Estrangeiros da Tailândia.
Sahtirathai estudou na Universidade de Chulalongkorn, no seu país, e também nos Estados Unidos, na Universidade de Harvard, e na Fletcher School of Law and Diplomacy da Universidade Tufts. Depois de um período de docência na Universidade de Chulalongkorn, tornou-se conselheiro para assuntos económicos do governo tailandês. Em 2001, Sathirathai foi nomeado ministro dos Negócios Estrangeiros. Foi ministro das Finanças em 1995 e 1996.
Sathirathai é a pessoa nomeada pela ASEAN, supostamente com o apoio da China e dos Estados Unidos para se tornar o sucessor de Kofi Annan no cargo de Secretário-geral das Nações Unidas em 2006.